# Scotland Sevens
Lo Scotland Sevens è un evento annuale di rugby a 7 parte delle World Rugby Sevens Series che si tiene allo stadio Scotstoun Stadium di Glasgow, Scozia.
Il primo torneo si tenne il 2-3 giugno 2007 con Emirates Airline come sponsor e venne disputato al Murrayfield di Edimburgo, sede che rimase la stessa fino al 2011. Fino al 2006 l'evento si svolgeva a Parigi con il nome di Paris Sevens.
L'evento includeva anche un Festival del Rugby che celebrava tutte le versioni abbreviate del rugby union, con competizioni di club di livello nel Tag Rugby, touch rugby e rugby a 7 classico.
Dal 2012 la sede è stata spostata a Glasgow.

## Risultati
| Anno | Luogo                      |               | Finale della Cup | Finale della Cup | Finale della Cup |           | Finale del Plate | Finale del Plate | Finale del Plate |
| Anno | Luogo                      | Vincitore     | Punteggio        | Finalista        | Vincitore        | Punteggio | Finalista        |                  |                  |
| 2007 | Murrayfield, Edimburgo     | Nuova Zelanda | 34 - 5           | Samoa            | Figi             | 31 - 7    | Kenya            |                  |                  |
| 2008 | Murrayfield, Edimburgo     | Nuova Zelanda | 24 - 14          | Inghilterra      | Sudafrica        | 14 - 5    | Scozia           |                  |                  |
| 2009 | Murrayfield, Edimburgo     | Figi          | 20 - 19          | Sudafrica        | Nuova Zelanda    | 34 - 12   | Australia        |                  |                  |
| 2010 | Murrayfield, Edimburgo     | Samoa         | 41 - 14          | Australia        | Scozia           | 19 - 0    | Argentina        |                  |                  |
| 2011 | Murrayfield, Edimburgo     | Sudafrica     | 36 - 35          | Australia        | Figi             | 26 - 14   | Samoa            |                  |                  |
| 2012 | Scotstoun Stadium, Glasgow | Nuova Zelanda | 29 - 14          | Inghilterra      | Samoa            | 31 - 12   | Galles           |                  |                  |
| 2013 | Scotstoun Stadium, Glasgow | Sudafrica     | 28 - 21          | Nuova Zelanda    | Stati Uniti      | 17 - 7    | Argentina        |                  |                  |
| 2014 | Scotstoun Stadium, Glasgow | Nuova Zelanda | 54 - 7           | Canada           | Inghilterra      | 26 - 5    | Kenya            |                  |                  |
| 2015 | Scotstoun Stadium, Glasgow | Figi          | 24 - 17          | Nuova Zelanda    | Sudafrica        | 12 - 10   | Scozia           |                  |                  |